# الإسلام في أستراليا
الإسلام في أستراليا عبارة عن أقلية دينية صغيرة ولكن في نفس الوقت يحتل المرتبة الرابعة بين معتنقي الأديان في أستراليا حيث نسبة المسيحيين 64% الملحدون 18.7% البوذيين 2.1% بينما رفض 11.2% الكشف عن ديانتهم في تعداد 2006 الذي كشف أن 340392 أو 1.71% مسلمون، وقد ازدادت نسبة المسلمين في السنوات الأخيرة ففي عام 2012 صرح ناشط إسلامي أسترالي لصحيفة الرأي بأن عدد المسلمين وصل إلى نصف مليون (أي ما يعادل 2%) من سكان أستراليا، وفي تعداد السكان في أستراليا عام 2016 بلغ عدد المسلمين 604,200 (ما يعادل 2,6%) من السكان.
يتكون المجتمع المسلم من عدة أطياف وأعراق. يوجد سوء فهم شائع بين الأستراليين غير المسلمين أن الإسلام جديد على أستراليا وقد جاء مع هجرة مواطني مناطق الشرق الأوسط، البلقان، جنوب شرق آسيا، شبه القارة الهندية، وأفريقيا السوداء بل أن مسلمي إندونيسيا كانوا يتعاملون تجاريا مع سكان أستراليا الأصليين في الشمال.
موجات الهجرة الأخيرة للمسلمين جعل الآخرين يزيلون التشويه الراسخ عندهم بالنسبة إلى الدين الإسلامي. ولا ينتمي كل المهاجرين إلى الدين الإسلامي بل أن معظم اللبنانيين مسيحيون والمهاجرون من شبه القارة الهندية معظمهم هندوسيون أو مسيحيون أو سيخ فيما أن معظم المهاجرين من أفريقيا السوداء مسيحيون.

## التاريخ

### التمهيدي الأوروبي لأستراليا

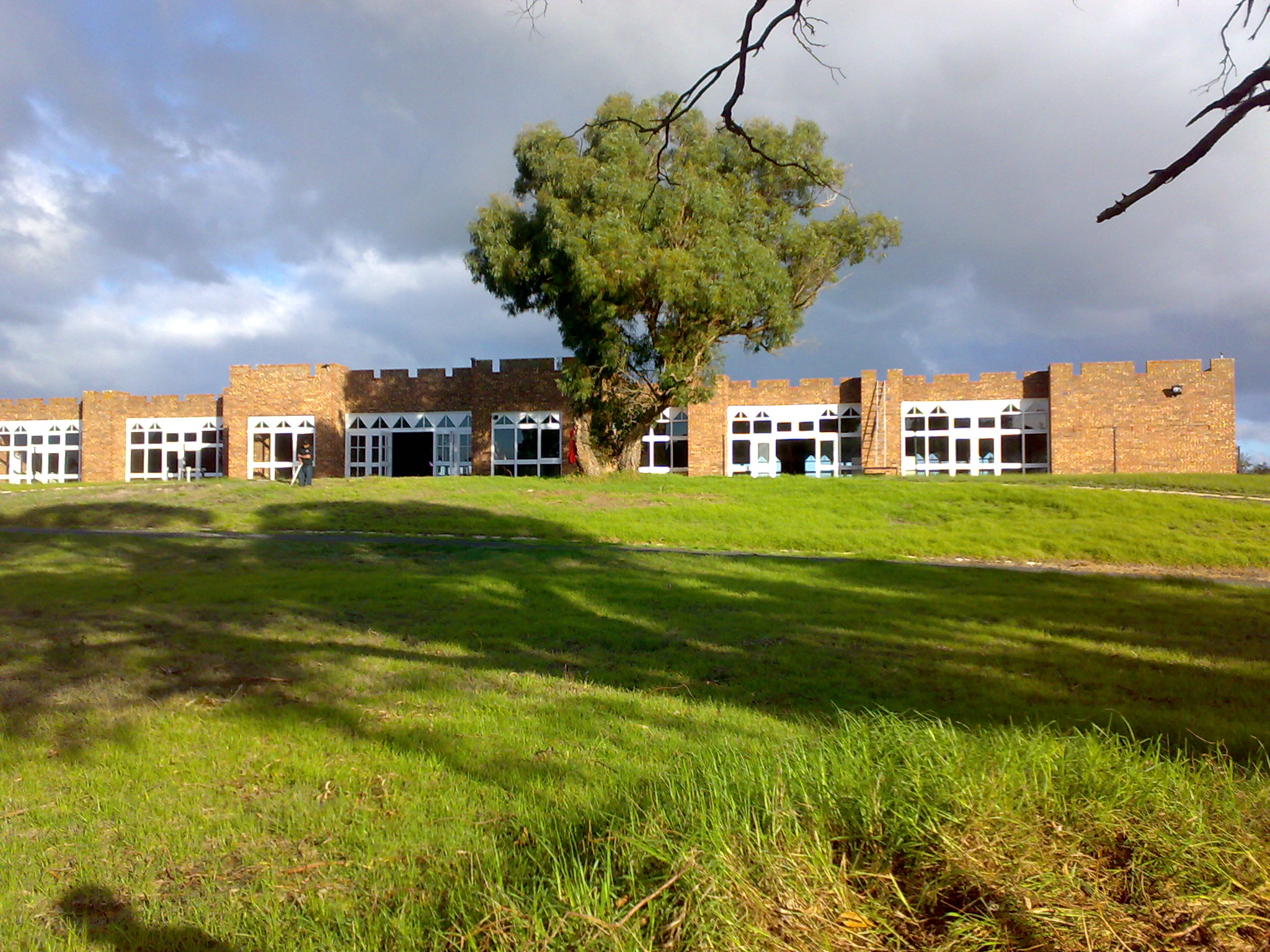
مسجد الطائفة الأحمدية في ملبورن

أول المسلمين القادمين إلى أستراليا كانوا تجار إندونيسيين من ماكاسار الذين كانوا يتعاملون مع السكان الأصليين الذين تأثرت لغتهم بالاختلاط معهم. كانت التجارة بينهم قائمة لقرون طويلة قبل وصول الأوروبيين. خلال رحلات الإندونيسيين فإنهم تركوا بصماتهم على الشعب الأصلي لأستراليا في اللغة والفن والاقتصاد وحتى علم الوراثة.

### أول أسطول
وصلت أساطيل محملة بمسلمين قادمين من أفريقيا الساحلية والجزر والأراضي الخاضعة لبريطانيا كمرشدين بحريين وعمال.

### القرن التاسع عشر

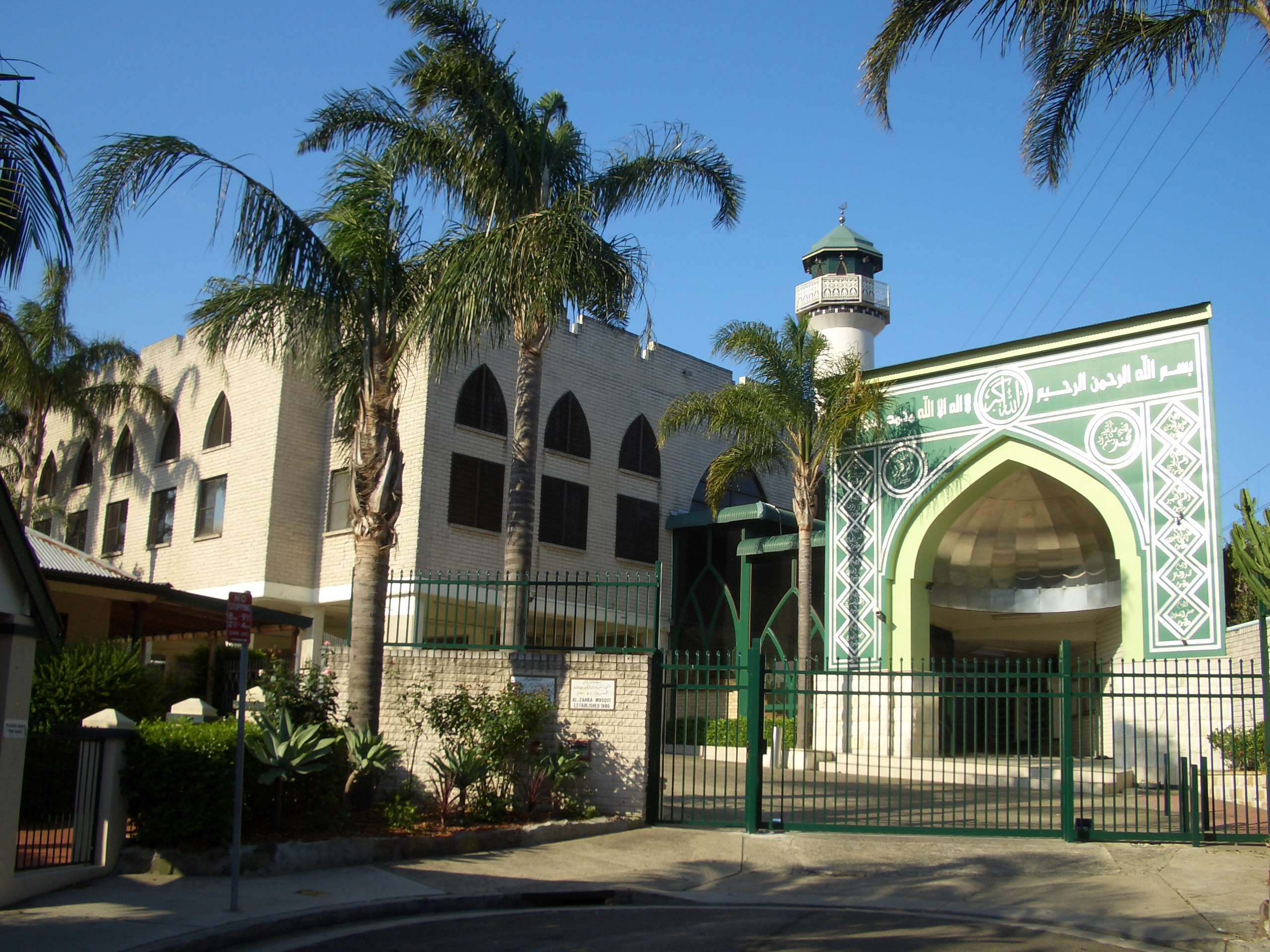
مسجد أرنكليف

بين 1860 و1899 جاء عدد من الأفغان للعمل على الجمال في أستراليا. تم استيراد الجمال للمرة الأولى إلى أستراليا في سنة 1840 من أجل استكشاف الصحراء الأسترالية ولأنها كانت مناسبة للركوب. وصلت أول دفعة في 1 يونيو 1860 وعددهم 8 من المسلمين والهندوس إلى ملبورن. الدفعة الثانية كانت في 1866 عندما وصل 31 شخص من راجاستان وبلوشستان إلى جنوب أستراليا للعمل عند توماس إلدر. وصول المسلمين من أفغانستان جلبوا معهم الإسلام إلى أستراليا. استقر راكبو الجمال في أليس سبرينغر ومناطق أخرى من الإقليم الشمالي وبين المتزوجين من السكان الأصليين. تم تسمية سكة الحديد التي تربط بين أديليد وداروين باسم غان (اختصار لكلمة أفغان) لتخليد تواجدهم في تلك المنطقة. خلال السبعينات تم التعاقد مع مسلمين غواصين من مالايو للعمل مع الهولنديين في أستراليا الغربية. بحلول سنة 1875 وصل عددهم 1800 غواص ولكن أغلبهم عادوا إلى بلدانهم الأصلية.

### بدايات القرن العشرين

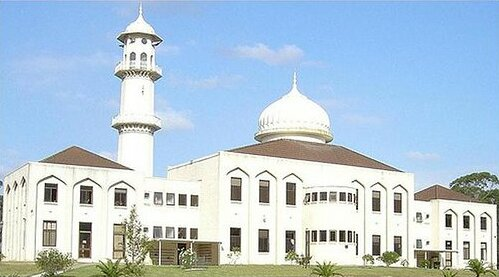
مسجد بيت الهدى في سيدني

في أوائل القرن العشرين عانى المسلمون غير الأوروبيين من صعوبات في الهجرة إلى أستراليا بسبب سياسة الحكومة التي كانت تقتصر على هجرة مواطني بريطانيا وأيرلندا فقط وكانت تدعى سياسة أستراليا البيضاء زاعمين أن هجرة غير البيض سيسبب التنافر الاجتماعي.
ومع ذلك تمكن بعض المسلمين من الحضور إلى أستراليا في العشرينات والثلاثينات من قبل مسلمي ألبانيا والبوسنة الذين يتوافقون مع سياسة الحكومة وبنى الألبان أول مسجد في شيبارتون، فيكتوريا سنة 1960 بينما أول مسجد بني في ملبورن كان في سنة 1963.
أنشأن مسلمو البوسنة عدة مجتمعات مختلفة الأعراق في ملبورن خصوصا ما بين 1957 و1961. في سنة 1957 تم تأسيس الجمعية الإسلامية المتعددة الأعراق في فيكتوريا وفي سنة 1961 تم تأسيس الجمعية الإسلامية في كارلتون. مسلمي البوسنة ساهموا في تكبير حجم المجتمع الإسلامي في أستراليا.

### بعد الحرب العالمية الثانية

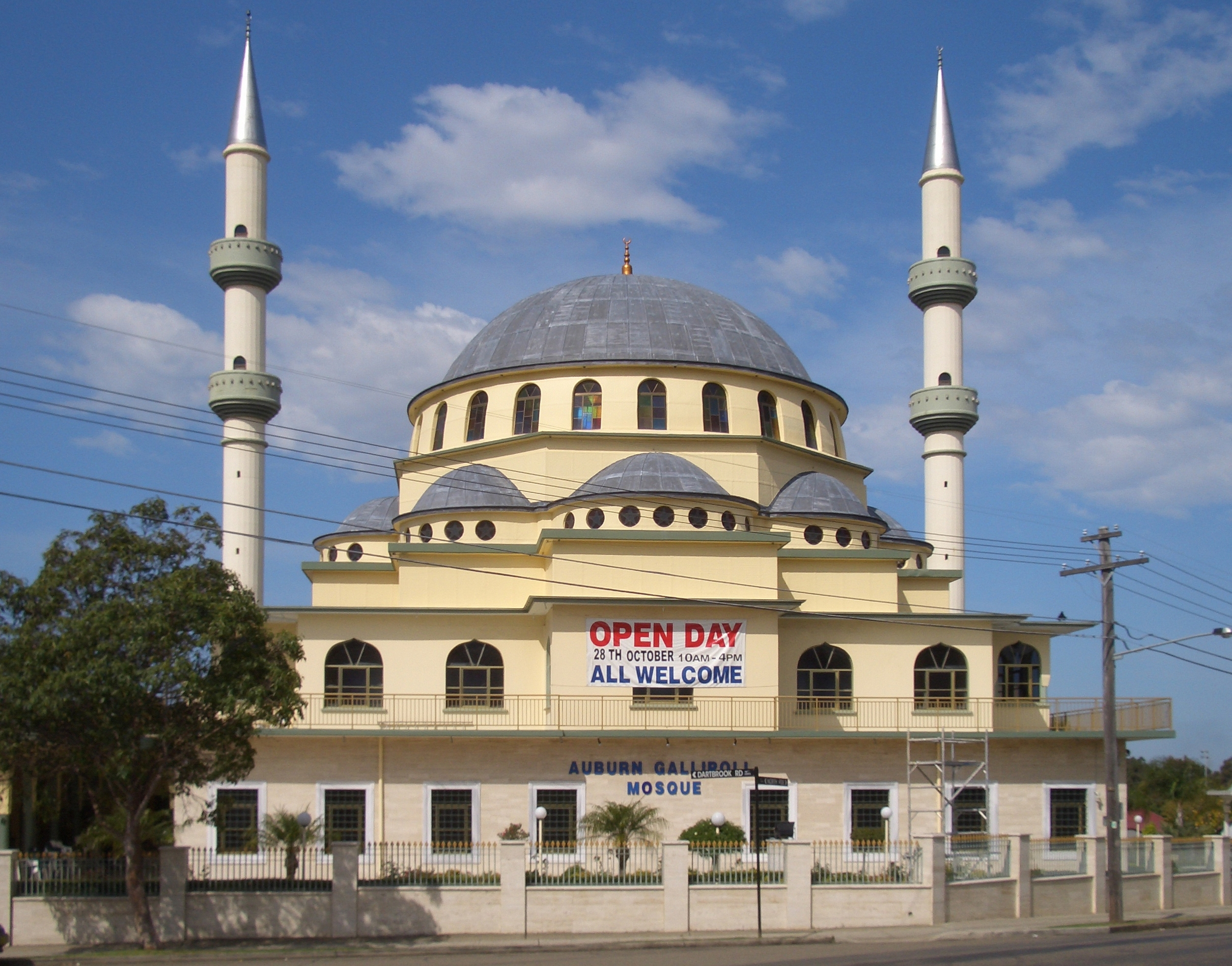
مسجد أوبورن غاليبولي

أدت الحاجة إلى النمو السكاني ودفع عجلة التنمية الاقتصادية في أستراليا لتوسيع نطاق سياسة الهجرة في فترة ما بعد الحرب العالمية الثانية. هذا الأمر أدى إلى قبول المزيد من مسلمي منطقة البلقان خاصة البوسنة والهرسك.
علاوة على ذلك فإنه ما بين 1967 و1971 هاجر ما يقارب الألف تركي إلى أستراليا ضمن اتفاقية موقفة من قبل حكومتي البلدين. كان هذا المجتمع هو أول مجتمع مسلم من الشرق الأوسط يستقر في أستراليا خاصة في ملبورن وسيدني.
ابتداء من السبعينات كان هناك نحول كبير في موقف الحكومة تجاه الهجرة فبدلا من محاولة جعل الرعايا الأجانب يتناسبون مع تقاليد المجتمع الأسترالي فإن الحكومة اتجهت إلى أن تفرض على الجميع سياسة التعددية الثقافية والتسامح بين المختلفين.
في بداية القرن الحادي والعشرين كان المسلمين من أكثر من 60 بلد استقروا في أستراليا أبرزهم من البوسنة والهرسك، تركيا، لبنان، إندونيسيا، ماليزيا، إيران، فيجي، ألبانيا، السودان، مصر، فلسطين، العراق، أفغانستان، باكستان، بنغلاديش، وغيرها من البلدان.

### نهاية القرن العشرين

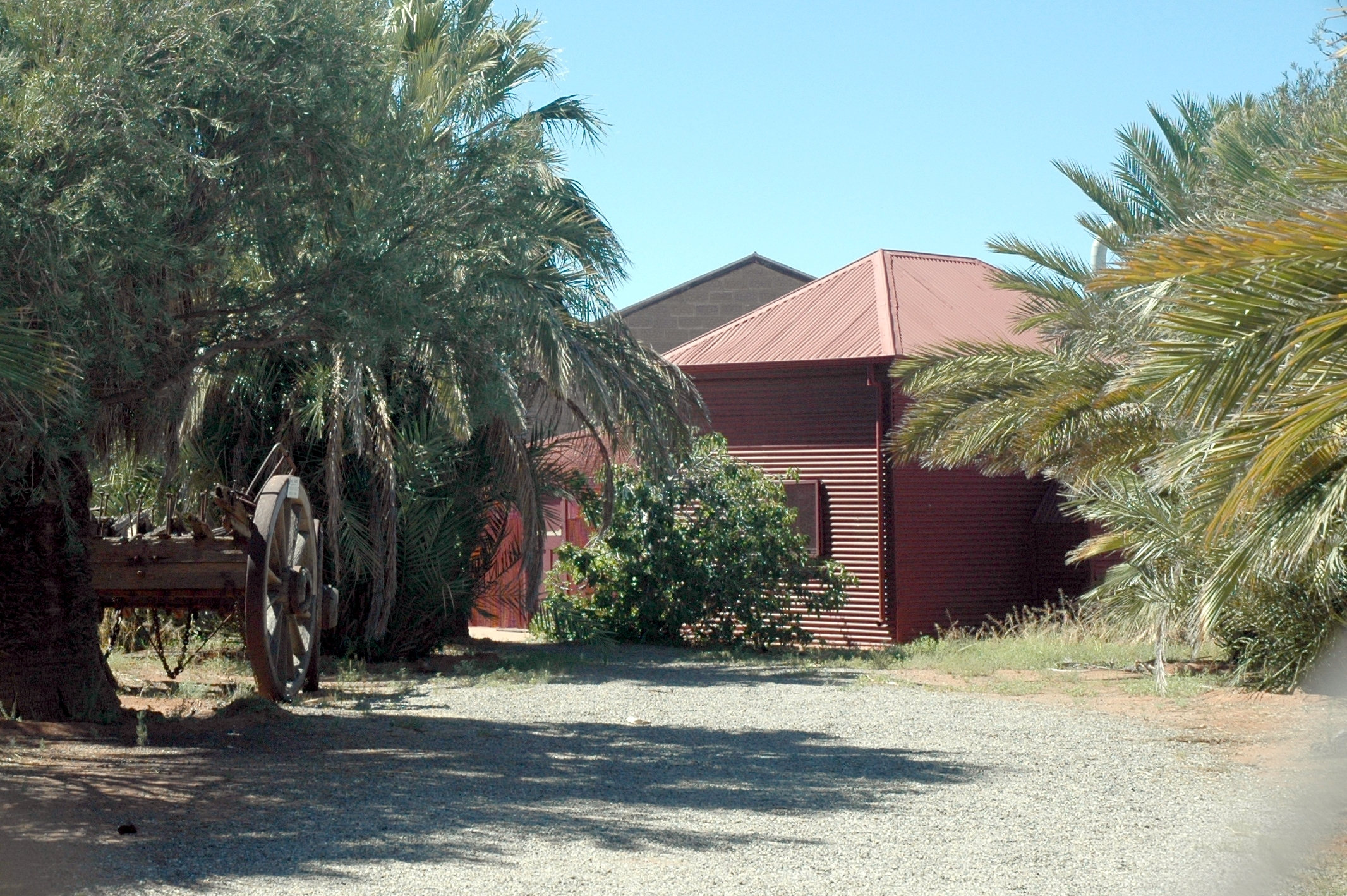
مسجد بروكين هيل

اعتبارا من سنة 1975 بدأت هجرة كبيرة من مسلمي لبنان بسبب الحرب الأهلية حيث ارتفع عددهم من سنة 1971 إلى 1976 من 22311 (0.17% من السكان) إلى 45200 (0.33% من السكان). ما زال مسلمو لبنان يعتبرون أكبر مجموعة عرقية مسلمة في أستراليا ولكن يبقى مسيحيو لبنان أكثر عدد منهم بنسبة 3 إلى 2.
مسلمو لبنان يشكلون جوهر سكان أستراليا العرب المسلمين ويتمركزون في مدينة سيدني حيث معظم العرب يعيشون هناك. حوالي 3.4% من سكان سيدني مسلمون. يتمركز أتباع المذهب السني في ضاحية لاكيمبا والمناطق المحيطة بها مثل بونتشبول، بارك وايلي، وبانكستاون أوبورن بينما يتمركز أتباع المذهب الشيعي في منقطة سان جورج، كامبلتاون، سيدني، وليفربول حيث تم بناء مسجد الزهراء لهم في سنة 1983. كما أنه يوجد عدد قليل من أتباع الطائفة الأحمدية[ ؟ ]. خلال الثمانينات ارتفع عدد سكان مسلمي أستراليا من 76792 (0.53% من السكان) سنة 1981 إلى 109523 (0.7% من السكان) سنة 1986.
يوجد هناك أيضا مهاجرون صوماليون الذين تركوا بلادهم بعد اندلاع الحرب الأهلية في سنة 1991 وهم منتشرون في جميع أنحاء أستراليا. في العقد الأخير من القرن العشرين زاد عدد المسلمين من 147487 (0.88% من السكان سنة 1991) إلى 200885 (1.12% من السكان سنة 1996).
في سنة 2005 تسببت توترات بين المسلمين الأستراليين ذو الأصول اللبنانية والأستراليين المسيحيين إلى اندلاع أعمال شغب في كرونولا. في هذا الوقت زاد عدد المسلمين في أستراليا من 281600 (1.5% من السكان سنة 2001) إلى 340400 (1.71% من السكان سنة 2006). سجل النمو السكاني للمسلمين في هذه الفترة 3.88% مقارنة بالنمو العام في أستراليا الذي بلغ 1.13%.
أغلب المسلمين الذين يعيشون في ملبورن تعود أصولهم إلى تركيا والبوسنة حيث يتمركز الأتراك في المناطق الشمالية مثل برودميدوز بينما يتمركز البوسنيين في المناطق الجنوبية مثل بارك نوبل وداندينونغ.
عدد قليل جدا من المسلمين يعيشون في المناطق الإقليمية (مع استثناء الجالية التركية والبوسنية) في سيبارتون وفيكتوريا والملايو في كاتانينغ غرب أستراليا. وقد استقرر بعض العراقيين في كوبرام على ضفاف نهر موراي في ولاية فيكتوريا.
مدينة بيرث تحتوي على مجتمع مسلم ويتمركزون حول ضاحية ثورنلي حيث يوجد مسجد. المدرسة الإسلامية تضم حوالي ألفين طالب يدرسون في 3 مباني.
تضم ميرابوكا وغيراوين على أغلبية بوسنية ضمن المجتمع المسلم. أقدم مسجد في مدينة بيرث هو مسجد بيرث الذي يقع على شارع الأمير ويليام في نورثبريدج. شهد المسجد العديد من التجديدات مع الاحتفاظ القسم الأصلي قائما. تقع المساجد الأخرى في بيرث في ميرابوكا، ريفيرفالي بيتشبورو، وهيبورن.
توجد أيضا مجتمعات إسلامية من تركيا وشبه القارة الهندية (باكستان، الهند، وبنغلاديش) وجنوب شرق آسيا في سيدني وملبورن ويتمركز الأتراك حول أوبورن، نيوساوث ويلز، ميدو هايتس، وبارك روكسبيرغ بينما يتمركز مسلمو جنوب آسيا في باراماتا ومسلمو إندونيسيا في داروين.
هناك انقسام عميق داخل المجتمع الأسترالي المسلم حيث أن الكثير من المسلمين في نيوساوث ويلز من العرب على الرغم من وجود الأتراك والبوسنيين في حين يغلب على فيكتوريا البوسنيين، الأتراك، والألبان.
أغلب مسلمو البوسنة يرفضون أن يكون تاج الدين الهلالي (عربي مصري) مفتي المسلمين في أستراليا. أئمة مساجد فيكتوريا لا يعترفون بالهلالي. بعدما قام الهلالي بانكار المحرقة الألمانية لليهود فإنه تم سحب لقب المفتي منه من قبل السلطات المحلية.

## إسلام اليوم في أستراليا

### السكان الأصليون المسلمون

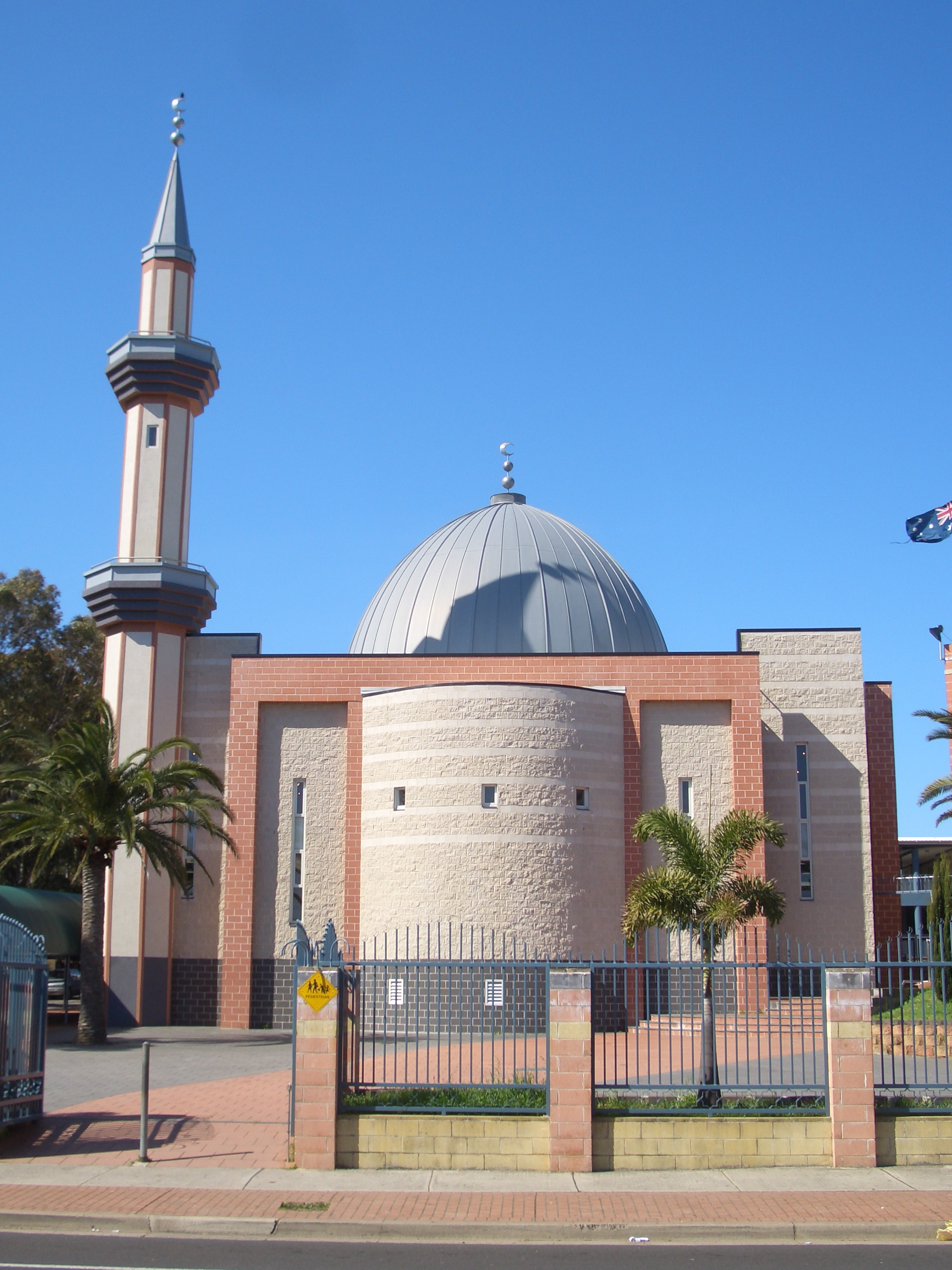
مسجد تشولورا غريناكر في سيدني

تواصل المسلمون مع السكان الأصليين قبل أن يتواصل معهم المسيحيون والتي كان لها الأثر العميق فيهم. الاتصالات الأولى بين السكان الأصليين والمسلمين تعتبر من الأقدم بالنسبة إلى السكان الأصليين مع العالم الخارجي. أغلب جيران أستراليا تعتنق الدين الإسلامي.
اعتبارا من سنة 2003 زاد عدد السكان الأصليين المسلمين إلى الألف شخص. الآخرون هم من نسل راكبي الجمال الأفغان كما في أراضي أرنهيم حيث ينتمي الملاكم أنتوني موندين إليهم.

### الجالية البوسنية
في مسجد للجالية البوسنية بمحلة "بينشورست" بمدينة "سيدني" بـ"أستراليا" - نظم المسلمون ندوة بعنوان "كيف نبني شخصية إسلامية عن طريق المسجد

### الإحصائيات السكانية

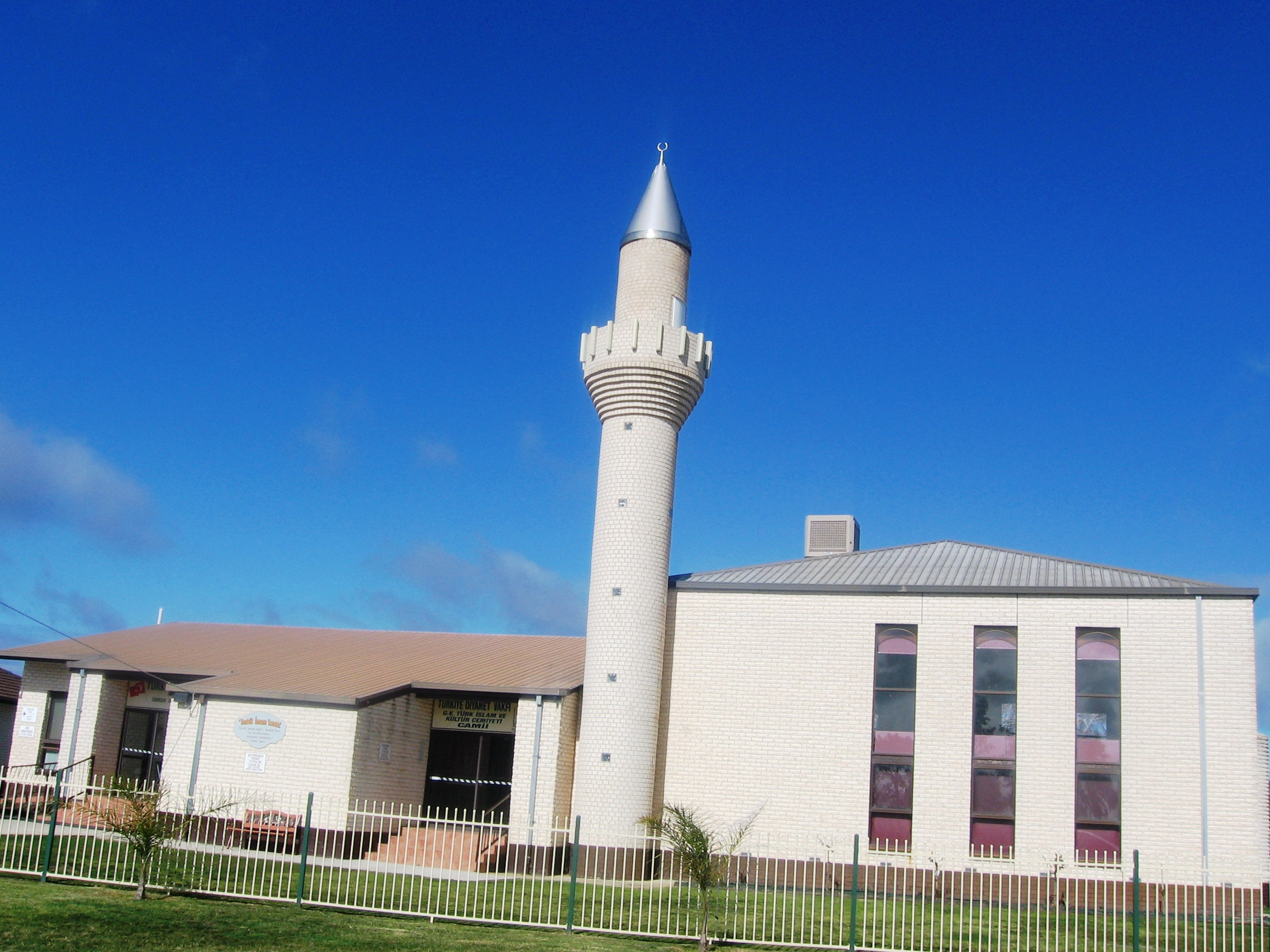
مسجد موروبنا في فيكتوريا

فيما يلي أصول مسلمي أستراليا اعتبارا من سنة 2001:
- أستراليا : 36%
- لبنان : 10%
- تركيا : 8.5%
- البوسنة والهرسك : 4%
- أفغانستان : 3.5%
- باكستان : 3.2%
- إندونيسيا : 2.9%
- العراق : 2.8%
- بنغلاديش : 2.7%
- إيران : 2.3%
- فيجي : 2%

كان هناك 281578 مسلم في تعداد 2001 ولكن العدد ارتفع إلى 340392 في تعداد 2006.
توزيعهم حسب الولايات فإن نيوساوث ويلز تحتوي على 50% من المسلمين تليها فكتوريا 33%، غرب أستراليا 7%، كوينزلاند 5%، جنوب أستراليا 3%، العاصمة 1%، الإقليم الشمالي وتاسمانيا 0.3%.
أغلبية المسلمين في تعداد 2006 ولدوا خارج أستراليا بنسبة 58% (198400) حيث أغلبهم المولودون في لبنان بنسبة 9% يليهم المولودون في تركيا 7%.

### المسلمون في المجتمع الأسترالي المعاصر

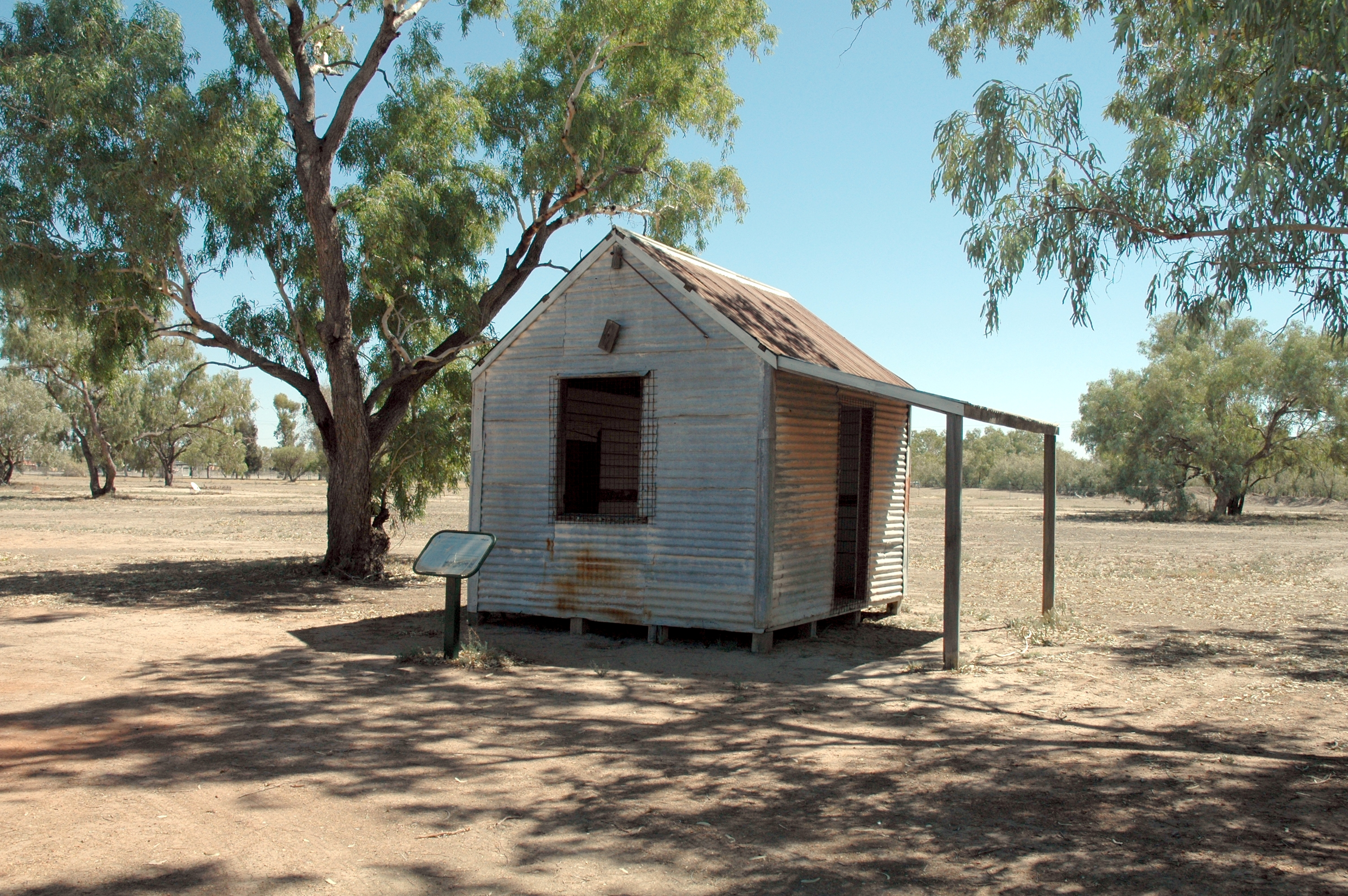
مسجد قرب مقبرة بورك

توجد علاقات تجارية بين أستراليا وعدة بلدان إسلامية لاسيما في منطقة الشرق الأوسط على سبيل المثال تجارة تصدير اللحوم الحلال. ينظم صناعة تصدير اللحوم في أستراليا جمعية اللحوم والثرة الحيوانية.
الآلاف من الطلاب الأجانب الذي يدرسون في أستراليا قادمون من دول مثل ماليزيا، إندونيسيا، بنغلاديش، الهند، وباكستان.
منذ سنة 2001 وبعد الهجمات على مركز التجارة العالمي في نيويورك وتفجيرات بالي 2005 فإن الإسلام والمجتمع المسلم أصبح محط المناقشة العامة. هناك العديد من المحافل والاجتماعات التي عقدت حول مشكلة التطرف أو الأيديولوجية داخل المجتمع الإسلامي الأسترالي. نهج السياسيين ووسائل الإعلام نهجا قويا لمعالجة الإسلام المتطرف في الداخل والخارج. هجوم الجماعة الإسلامية على المنتجع السياحي في بالي بإندونيسيا أسفر عن مقتل 88 سائحا أستراليا في 12 أكتوبر 2002 بينما قتل 20 أستراليا في تفجيرات الحادي عشر من سبتمبر علما بأن رئيس الوزراء الأسترالي جون هوارد كان متواجدا في واشنطون. التزمت أستراليا بمحاربة طالبان وتنظيم القاعدة في أفغانستان. بعد هجمات 7 يوليو في لندن أنشأ هاورد مجموعة المجتمع المسلم المرجعي وقال أنه سوف لن يضم أي شخصية متطرفة. بعدما أنكر المفتي تاج الدين الهلالي محرقة اليهود قال أندرو روب السكرتير البرلماني الأسترالي لتعدد الثقافات أنه سوف لن يضم إلى المجموعة. حذر بيتر كوستييو الوزير في حكومة هوارد أن الإسلامي المتشدد عبد الناصر بن بريكة أنه إذا أراد العيش في دولة تحكمها الشريعة الإسلامية فيتوجب عليها الهجرة إلى إيران. في أكتوبر 2006 شبه رجل الدين المسلم تاج الدين هلالي المرأة غير المحجبة باللحم غير المغطى حيث يزيد هذا الأمر من محاولات الاغتصاب حيث قال : (إذا كان اللحم مغطى فإن القطط لن تحوم حوله). تصريحات الهلالي سبقتها تصريحات للشيخ محمد الفايز الذي لام المرأة حول زيادة الاغتصاب في أستراليا. ردود فعل غاضبة أصدرتها نساء مسلمات بالإضافة إلى رموز غير مسلمة. في يناير 2008 قال رجل الدين الإسلامي سميرة أبو حمزة رئيس جمعية شبكة المعلومات والخدمات الإسلامية الأسترالية الآسيوية لمريديه أنه يجوز ضرب واغتصاب زوجاتهم إذا عصوهم كما أدان المجتمع الأسترالي الذي تنتشر فيه الخمر، القمار، والدعارة. هذه التصريحات أنكرتها المجتمعات المسلمة وغير المسلمة حيث طالب رئيس الوزراء كيفن رود بتقديم اعتذار وأنهم لا يمثلون أستراليا الحديثة. المتطرفون المسلمون أو آبائهم أو أجدادهم حضروا من لبنان وشمال أفريقيا وقلة من أفريقيا السوداء بالإضافة أنه يوجد من قرر اعتناق الدين الإسلامي مثل ديفيد هيكس المعتقل في غوانتانامو وجاك توماس. كجزء من القضية الأوسع نطاقا هي حقوق المرأة في الإسلام لاسيما في ضوء التصريحات الأخيرة من قبل رجال الدين الإسلاميين وعدم مساواتها بالرجل التي كانت محور انتقادات ووضع مقارنات حول وضع المرأة حسب الشريعة الإسلامية وقوانين الأمم المتحدة. المرأة المسلمة تواجه عقبات في المجتمع المسلم أو المجتمع الأسترالي بشكل عام.
معدلات البطالة بين المسلمين المولدين الخارج أعلى من أولئك الذين ولدوا في أستراليا وأيضا متوسط أجور المسلمين هي أقل بكثير من المعدل الوطني حيث أن 5% من المسلمين يكسبون أكثر من ألف دولار في الأسبوع بينما المتوسط العام يبلغ 11%.
أظهر تقرير في سنة 2004 عن لجنة حقوق الإنسان وتكافأ الفرص أن المسلمين الأستراليين يشعرون أن وسائل الإعلام الأسترالية غير منصفة وقاسية تجاه التعامل مع قضية الإرهاب عند حدوث الجرائم. ويعتقدون أن استخدام تسميات عرقية في التقارير الإخبارية عن الجريمة لإثارة التوترات العرقية.

## مسلمون أستراليون بارزون

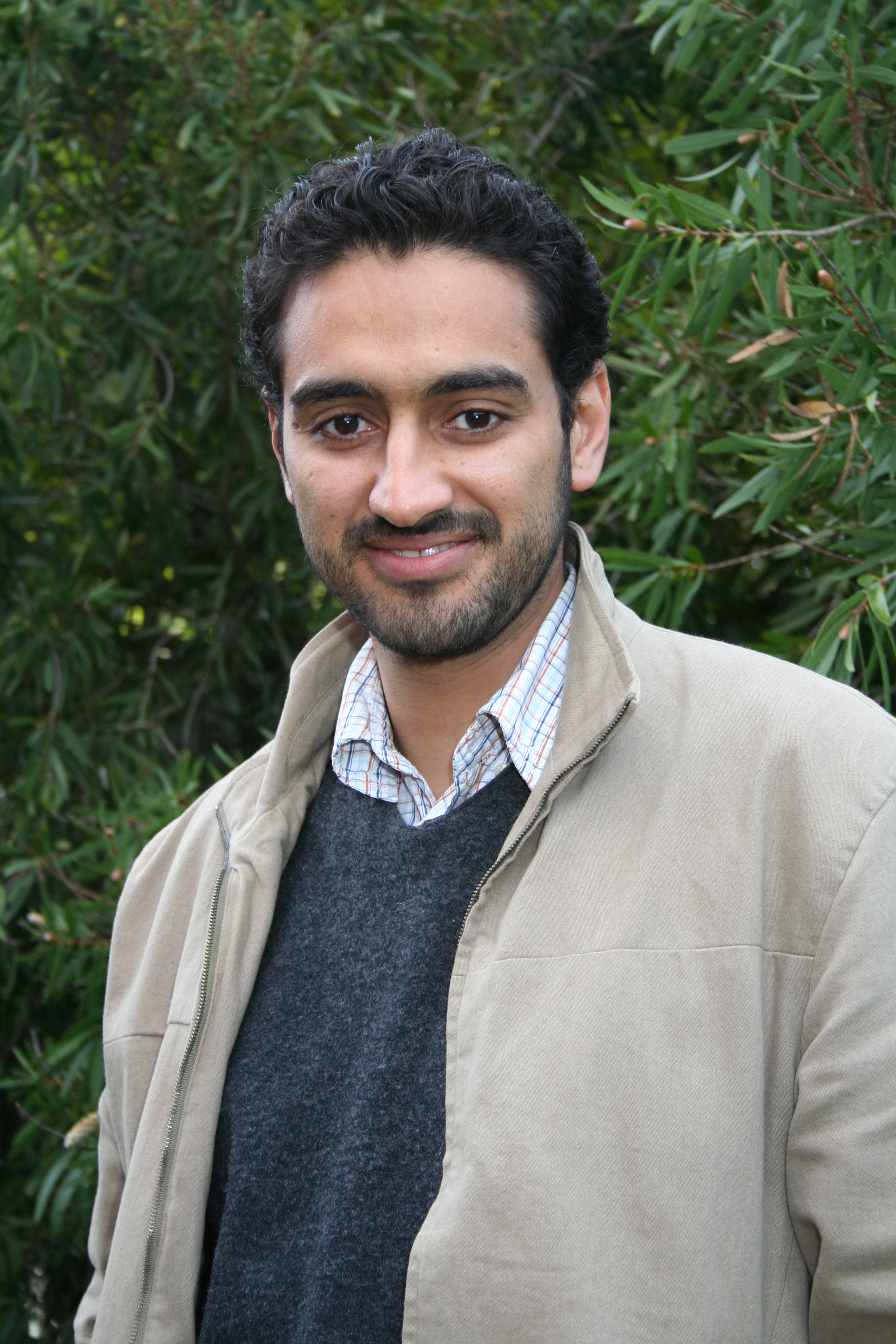
المحامي وليد علي

- أديب كمال الدين : شاعر ذو أصول عراقية.
- الشيخ سليم علوان الحسيني : الأمين العام لدار الفتوى - المجلس الإسلامي الأعلى في أستراليا - سُني من أصول لبنانية ونسب حسيني قُرشي.
- وليد علي : محامي، أكاديمي، وموسيقي أصله من مصر.
- تاج الدين الهلالي : مفتي أستراليا السابق من 1988 إلى 2007.
- جون إلهان : أغنى أسترالي أصغر من 40 سنة في سنة 2003 من خلال شركته كريزي جونز لبيع الهواتف المتنقلة. من أصول تركية.
- فهمي ناجي الإمام : مفتي أستراليا السابق من سنة 2007 حتى 2011. ذو أصول لبنانية.
- الدكتور إبراهيم أبو محمد : مفتي أستراليا الحالي من سنة 2011 حتى الآن. ذو أصول مصرية.
- أسامة سامي : ممثل ذو أصول إيرانية.
- إد هوسيتش : سياسي وهو حاليا نائب في مجلس النواب الأسترالي منذ 2010 وهو ذو أصول بوسنية.
- حازم المصري : لاعب رجبي معتزل ذو أصول لبنانية.
- بشار حولي : لاعب نادي ريتشموند في لعبة كرة القدم الأسترالية وهو ذو أصول لبنانية.
- عثمان خواجة : لاعب كريكت ذو أصول باكستانية.
- أحمد فاعور : المدير الإداري لشركة بريد أستراليا وهو ذو أصول لبنانية.

## المدارس الإسلامية
- كلية الأمانة، نيوساوث ويلز
- معهد الكوثر، فيكتوريا، نيوساوث ويلز
- مدرسة الهداية الإسلامية، أستراليا الغربية
- كلية الفيصل، نيوساوث ويلز
- كلية قواعد الوحدة، أوسترال، نيوساوث ويلز
- مدرسة النوري الابتدائية الإسلامية، نيوساوث ويلز
- كلية القبلة، نيوساوث ويلز
- كلية الزهراء، نيوساوث ويلز
- كلية أركانا، نيوساوث ويلز
- أكاديمية أستراليا العالمية (سابقا كلية الملك خالد الإسلامية في فيكتوريا)، فيكتوريا
- كلية أسترالية العالمية الإسلامية، كوينزلاند
- كلية أستراليا الإسلامية في سيدني، نيوساوث ويلز
- كلية إيست بريستون الإسلامية، فيكتوريا
- كلية ليم الأسترالية، فيكتوريا
- كلية بريزبان الإسلامية، كوينزلاند
- كلية جنوب أستراليا الإسلامية، جنوب أستراليا
- مدرسة الملك عبد العزيز، نيوساوث ويلز
- كلية لانغفورد الإسلامية، أستراليا الغربية
- مدرسة الملك فهد الإسلامية، نيوساوث ويلز
- كلية المنارة، فيكتوريا
- كلية نور الهدى الإسلامية، نيوساوث ويلز
- كلية الرسالة، نيوساوث ويلز
- كلية ويريبي الإسلامية، فيكتوريا
- كلية سولي، نيوساوث ويلز
- كلية إسيك، فيكتوريا

## المساجد والمراكز الإسلامية
تنتشر المساجد في أغلب المدن الأسترالية، ويوجد في أستراليا ما يقارب المائة مسجد تتمركز في المدن الكبرى، وتوفر معظم الجامعات، والمستشفيات الكبرى غرفا خاصة لأداء الصلاة، وتنظم معظم المساجد في أستراليا دورس دينية وتحفيظ القران، واللغة العربية للأطفال المسلمين يومي السبت والأحد من كل أسبوع. التوجه للقبلة يكون في الاتجاه الشمال الغربي، ويمكن تحديد ذلك عن طريق البوصلة، وللحصول على المزيد عن المعلومات عن مواقع المساجد، ومواقيت الصلاة بمختلف الولايات والمدن الأسترالية أنظر :-
- موقع المجلس الإسلامي الأعلى في أستراليا http://www.darulfatwa.org.au/ar/
- مواقع المساجد https://web.archive.org/web/20130410170108/http://www.muslimsaustralia.com.au/mosque-and-musallas-in-australia/
- مواقيت الصلاة http://www.islamicfinder.org/

## أهم المساجد
- مسجد لاكمبا سدني نيوساوث ويلز

## المطاعم الحلال
يوجد مجموعة كبيرة من المطاعم التي تقدم الأطعمة الحلال، وللحصول على المزيد من المعلومات عن بعض هذه المطاعم أنظر :
- المجلس الإسلامي الأسترالي https://web.archive.org/web/20130410170001/http://www.muslimsaustralia.com.au/halal-services/
- دليل الطعام الحلال بأستراليا www.halalaustralia.com.au·
- موقع الطعام الحلال بأستراليا www.halal.com.au

## المصدر
- الأقليات المسلمة في آسيا وأستراليا – سيد عبد المجيد بكر.

1. ↑  state.gov; CIA Factbook نسخة محفوظة 20 يناير 2012 على موقع واي باك مشين.
2. ↑  "2 % نسبة المسلمين في أستراليا". Alrai. 11 يناير 2014. مؤرشف من الأصل في 2018-01-05. اطلع عليه بتاريخ 2019-07-21.
3. ↑  "Archived copy". مؤرشف من الأصل في 10 يوليو 2017. اطلع عليه بتاريخ 17 سبتمبر 2017.{{استشهاد ويب}}:  صيانة الاستشهاد: الأرشيف كعنوان (link)
4. ↑  Reuters - Australian town rejects Muslim school نسخة محفوظة 18 فبراير 2009 على موقع واي باك مشين.
5. ↑  Macknight, Charles Campbell.(1976) The voyage to Marege’ : Macassan trepangers in Northern Australia Carlton, Vic. : Melbourne University Press. ISBN 0-522-84088-4
6. ↑  Cooke, Michael (1987) Makassar & north east Arnhem Land : missing links & living bridges Batchelor, N.T. Batchelor College. ISBN 0-7245-1779-0 Includes appendix: Excerpts from Yolnu-Matha dictionary, Macassan loanwords project (29–30 May 1986), by R. David Paul Zorc.
7. ↑  Jones, Philip G and Kenny, Anna (2007) Australia’s Muslim cameleers : pioneers of the inland, 1860s-1930s Kent Town, S. Aust. : Wakefield Press. ISBN 978-1-86254-778-0
8. ↑  Arthur Clark (January/February 1988). "Camels Down Under". Saudi Aramco World. مؤرشف من الأصل في 08 أغسطس 2014. اطلع عليه بتاريخ 2006-11-19. {{استشهاد ويب}}: تحقق من التاريخ في: |تاريخ= (مساعدة)
9. ↑  
Bowen، James (2002). The Great Barrier Reef: History, Science, Heritage. مطبعة جامعة كامبريدج. ص. 301. ISBN:0521824303. مؤرشف من الأصل في 2020-03-12. اطلع عليه بتاريخ 2008-01-24. {{استشهاد بكتاب}}: الوسيط author-name-list parameters تكرر أكثر من مرة (مساعدة)
10. ↑  "Policy Launch Speech: Stanley Bruce, Prime Minister". Melbourne: ذا أيج. 26 أكتوبر 1925. ص. 11. مؤرشف من الأصل في 2008-02-10. اطلع عليه بتاريخ 2008-01-24.{{استشهاد بخبر}}:  صيانة الاستشهاد: BOT: original URL status unknown (link)
11. ↑  "The Special Case: the Ahmadiyya Muslims". Global Politician. مؤرشف من الأصل في 2011-10-13. اطلع عليه بتاريخ 2010-10-28.
12. ↑  "Social integration of Muslim Settlers in Cobram" (PDF). Centre for Muslim Minorities and Islam Policy Studies - جامعة موناش. 2006. مؤرشف من الأصل (PDF) في 2007-09-02. اطلع عليه بتاريخ 2007-10-30.
13. ↑  Islam in indigenous Australia نسخة محفوظة 14 فبراير 2009 على موقع واي باك مشين.
14. ↑  Phil Mercer (31 مارس 2003). "Aborigines turn to Islam". BBC. مؤرشف من الأصل في 2016-03-05. اطلع عليه بتاريخ 2006-11-19.
15. ↑  Aboriginal Muslims Find Strength In Islam :: MuslimVillage.net نسخة محفوظة 29 سبتمبر 2018 على موقع واي باك مشين.
16. ↑  Kathy Marks, The Independent Militant Aborigines embrace Islam to seek empowerment. 28 February 2003. Retrieved 2007-02-01. نسخة محفوظة 12 يناير 2008 على موقع واي باك مشين.
17. ↑  "الجالية البوسنية في أستراليا تقيم ندوة للمسلمين". www.alukah.net. 15 يونيو 2008. مؤرشف من الأصل في 2022-09-25. اطلع عليه بتاريخ 2024-04-11.
18. ↑  HREOC FACT SHEET : Australian Muslims نسخة محفوظة 07 فبراير 2012 على موقع واي باك مشين.
19. 1 2  Features22007?opendocument&tabname=Summary&prodno=3416.0&issue=2007&num=&view= "3416.0 - Perspectives on Migrants, 2007: Birthplace and Religion". Australian Bureau of Statistics. 25 فبراير 2008. مؤرشف من الأصل في 2008-03-02. اطلع عليه بتاريخ 2008-07-15. {{استشهاد ويب}}: تحقق من قيمة |مسار أرشيف= (مساعدة)
20. ↑  "Cultural diversity". 1301.0 - Year Book Australia, 2008. Australian Bureau of Statistics. 7 فبراير 2008. مؤرشف من الأصل في 2018-10-04. اطلع عليه بتاريخ 2008-07-15.
21. 1 2 3  Muslim Australians - E-Brief [وصلة مكسورة] نسخة محفوظة 17 فبراير 2012 على موقع واي باك مشين.
22. ↑  Muslims' youth summit plan [وصلة مكسورة] نسخة محفوظة 26 يناير 2020 على موقع واي باك مشين.
23. ↑  Sydney's Muslims fear revenge attacks نسخة محفوظة 18 يوليو 2004 على موقع واي باك مشين.
24. ↑  Henderson، Gerard (15 يناير 2007). "How Australia confronts militant Islam". The Times. London. مؤرشف من الأصل في 2008-09-14.
25. ↑  Dailymail - Outrage as Muslim cleric likens women to 'uncovered meat نسخة محفوظة 02 ديسمبر 2006 على موقع واي باك مشين.
26. ↑  BBC News - Excerpts of al-Hilali's speech نسخة محفوظة 01 أغسطس 2017 على موقع واي باك مشين.
27. ↑  BBC News - Australia fury at cleric comments نسخة محفوظة 29 يناير 2008 على موقع واي باك مشين.
28. ↑  Muslim leader's rape comments under fire نسخة محفوظة 22 ديسمبر 2017 على موقع واي باك مشين.
29. ↑  Muslims must speak out, or be condemned for their silence نسخة محفوظة 24 سبتمبر 2015 على موقع واي باك مشين.
30. ↑  We're not fresh meat: Muslim women hit back
31. ↑  Islamic cleric Samir Abu Hamza 'must back down', www.news.com.au. Retrieved on 25 January 2008
32. ↑  Muslim Holy Man Says Aussies Love Gambling, Hookers, and Beer, Online Casino Advisory. Retrieved on 25 January 2008 نسخة محفوظة 05 مارس 2016 على موقع واي باك مشين.
33. ↑  Perth Islamic group slams Victorian cleric's violent views, www.watoday.com.au. Retrieved on 25 January 2008 نسخة محفوظة 12 مارس 2017 على موقع واي باك مشين.
34. ↑  Hughes, Gary. Cleric told to apologise for video remarks on rape, The Australian. Retrieved on 25 January 2008 نسخة محفوظة 14 فبراير 2009 على موقع واي باك مشين.
35. ↑  Heed the PM's call for women's rights نسخة محفوظة 28 يوليو 2008 على موقع واي باك مشين.
36. ↑  "National consultations on eliminating prejudice against Arab and Muslim Australians". المفوضية الأسترالية لحقوق الإنسان. 16 يونيو 2004. مؤرشف من الأصل في 2012-02-05. اطلع عليه بتاريخ 2008-07-09.

## وصلات خارجية
- هذا مجلس الاتحاد الإسلامي الأسترالي
- مغامرات مسلم[وصلة مكسورة] - السيرة الذاتية التي ينتجها مجتمع المحفوظات الوطنية في أستراليا
- اتحاد أستراليا متعدد الثقافات[وصلة مكسورة]
- مكتب أستراليا لشؤون الإحصاء